# Tiberio Morariu
Tiberio Morariu (28 septembre 1901 - 24 juillet 1987) est un espérantiste roumain.

## Biographie

### Jeunesse
Tiberio Morariu nait le 28 septembre 1901 à Kassa, en Autriche-Hongrie.